# All-Ireland Senior Football Championship 1958
L'All-Ireland Senior Football Championship del 1958 fu l'edizione numero 72 del principale torneo irlandese di calcio gaelico. Dublino si impose per la sedicesima volta nella sua storia

## Risultati

### All-Ireland series
| Dublino 17 agosto Semifinale | Dublin | 2-07 – 1-09 | Galway | Croke Park |

| Dublino 24 agosto Semifinale | Derry | 2-06 – 2-05 | Kerry | Croke Park |

| Dublino 28 settembre Final Report | Dublin | 2-12 – 1-09 | Derry | Croke Park (73.371 spett.) |